# Angeli negri/Potrai fidarti di me
Angeli negri/Potrai fidarti di me è un singolo pubblicato da Fausto Leali nel 1968.
Angeli negri è un brano musicale adattato in italiano da Gian Carlo Testoni. Si tratta, infatti, di una cover di Angelitos negros, canzone di Pedro Infante del 1948, tratta dal film omonimo, i cui versi sono del poeta e politico venezuelano Andrés Eloy Blanco, già interpretato da Antonio Machin, cantante iberocubano, e ripreso poi da Don Marino Barreto Junior nel 1959. Una prima versione italiana fu incisa da Natalino Otto nel giugno 1949 e da Carlo Buti con il titolo Angeli negri, poi anche da Luciano Tajoli nel 1950 col titolo "Angeli neri", che si rivelò un enorme successo. 
Il brano parla di un pittore di Madonne a cui si rivolge una persona di colore, pregandolo di raffigurare almeno un angioletto nero vicino alla vergine bianca e fu ideato con l'intento di abbattere ogni tipo di discriminazione possibile tra gli uomini di razze diverse.
Il singolo ripeté il successo di A chi, raggiungendo la posizione numero 3 in hit parade. Angeli negri fu anche la traccia d'apertura dell'album Il negro bianco, uscito all'inizio del 1968 per la Ri-Fi. Proprio questo pezzo, assieme alle particolari caratteristiche vocali di Leali, farà sì che egli venga spesso soprannominato durante la sua carriera come il "Negro bianco" della canzone italiana.
Nel 1968 il gruppo dei Monks incidono un singolo del brano (Musical Record, MR 114/68). Nel 1969 Giorgio Carnini ne esegue una versione strumentale inserita nell'album Giorgio Carnini all'organo Hammond X-66 (Arc, KAS 25) e nel 1970 nella compilation Canzoni di oggi - Successi di sempre (RCA Italiana, RDI 16).
Potrai fidarti di me, il brano inciso sul lato B del disco, è stato scritto da Bruno Pallesi.

## Tracce
Lato A
1. Angeli negri - 2:55

Lato B
1. Potrai fidarti di me - 2:55

## Classifica italiana
| Posizione | 5 | 4 | 6 | 6 | 4 | 4 | 4 | 5 | 5 | 5 | 5 | 3 | 5 | 5 | 5 | 10 |